# Supralitoral
Supralitoral je del obale, ki jo oblivajo morski valovi in brizgi. To je torej pas nad črto najvišje plime. Na tem delu obale živijo organizmi, katerih primarno življenjsko okolje je sicer morje, a lahko vzdržijo dolga obdobja brez morske vode. Na tem delu obale ne morejo uspevati kopenske rastline, ki jim slana voda škodi.